# Tarier de Sibérie
Saxicola maurus
Espèce
Synonymes
- Saxicola maura
- Saxicola torquata maura (désuet)
- Saxicola torquatus maurus (Pallas, 1773) (désuet)

Le Tarier de Sibérie (Saxicola maurus) est une espèce d’oiseaux de la famille des Muscicapidae, autrefois considérée comme une sous-espèce de Saxicola torquatus (sensu lato).

## Répartition
Son aire s'étend à travers le palearctique septentrional et la ceinture alpine.

## Sous-espèces
Selon la classification de référence (version 14.2, 2024) du Congrès ornithologique international, cette espèce est constituée des cinq sous-espèces suivantes (ordre phylogénique) :
- Saxicola maurus hemprichii Ehrenberg, 1833 — de l'est de l'Ukraine at le nord de l'Azerbaijan aux rives de la mer Caspienne ; hiverne dans le nord-est africain ;
- Saxicola maurus variegatus (Gmelin SG, 1774) — du sud-est de l'Anatolie au nord-ouest de l'Iran ; hiverne en Asie de l'Ouest et le nord-est africain ;
- Saxicola maurus maurus (Pallas, 1773) — de l'est de la Finlande à la Mongolie et le Pakistan ; hiverne en Inde ;
- Saxicola maurus indicus (Blyth, 1847) — centre/ouest de l'Himalaya ;
- Saxicola maurus przewalskii (Pleske, 1889) — du Tibet au centre de la Chine et le nord de l'Indochine ; hiverne en Asie du Sud et Sud-Est.

La sous-espèce Saxicola maurus variegatus est parfois appelée Tarier de la Caspienne.